# Orgyia triangularis
Orgyia triangularis är en fjärilsart som beskrevs av Namura 1938. Orgyia triangularis ingår i släktet fjädertofsspinnare, och familjen tofsspinnare. Inga underarter finns listade i Catalogue of Life.